# Dotalabrus
Dotalabrus Whitley, 1930 è un genere di pesci di acqua salata appartenenti alla famiglia Labridae.

## Habitat e Distribuzione
Provengono dalle barriere coralline dell'est dell'oceano Indiano.

## Tassonomia
Questo genere comprende soltanto due specie:
- Dotalabrus alleni
- Dotalabrus aurantiacus

## Conservazione
Entrambe le specie sono state classificate come "a rischio minimo" (LC) dalla lista rossa IUCN perché non sono minacciate da particolari pericoli, anche se D. aurantiacus in futuro potrebbe subire un calo a causa del deterioramento del suo habitat.